# Hudimesnil
Hudimesnil település Franciaországban, Manche megyében. Lakosainak száma 926 fő (2022. január 1.). Hudimesnil Chanteloup, Cérences, Coudeville-sur-Mer, Le Loreur, Saint-Jean-des-Champs és Saint-Sauveur-la-Pommeraye községekkel határos.

## Népesség
A település népességének változása:
| Lakosok száma | 647  | 510  | 614  | 814  | 860  | 873  | 900  | 908  | 914  | 926  |
|               | 1968 | 1982 | 1990 | 2006 | 2013 | 2015 | 2017 | 2019 | 2020 | 2022 |